# Димитър Пирузев
Димитър Тодоров Пирузев е български офицер, майор.

## Биография
Димитър Пирузев е роден в Охрид, тогава в Османската империя, днес в Северна Македония. Завършва Военното училище в София.
Загива по време на Балканската война в Битката при Чаталджа на 5 ноември 1912 година при превземането на форт Илери Табия.
Негови роднини са революционера от ВМРО Владимир Пирузев и югославския партизанин Петре Пирузе.